# Неджметтін Шейхоглу (стадіон)
«Неджметтін Шейхоглу Стадіум» (тур. Dr. Necmettin Şeyhoğlu Stadyumu) — футбольний стадіон у місті Карабюк, Туреччина, домашня арена ФК «Карабюкспор».
Стадіон відкритий 1974 року під назвою «Карабюк Єнішехір Стадіум». У 1999 році здійснено капітальну реконструкцію із перебудовою всіх конструкцій та облаштуванням сучасної інфраструктури. 2008 року за рахунок спорудження нових трибун стадіон розширено до 16 000 місць. Над трибунами споруджено дах. У 2014 році модернізовано інформаційне табло та системи освітлення і поливу поля. Стадіон відповідає вимогам УЄФА.
Арені присвоєно ім'я турецького політика та колишнього мера Карабюка доктора Неджметтіна Шейхоглу.